# 243529 Petereisenhardt
243529 Petereisenhardt este un asteroid din centura principală de asteroizi.

## Descriere
243529 Petereisenhardt este un asteroid din centura principală de asteroizi. A fost descoperit pe 20 februarie 2010 în Statele Unite, în cadrul programului WISE. Asteroidul prezintă o orbită caracterizată de o semiaxă mare de 3,22 ua, o excentricitate de 0,05 și o înclinație de 22,7° în raport cu ecliptica.